# Alfie Atkins
Alfie Atkins (em sueco:  Alfons Åberg) é um personagem da autora sueca Gunilla Bergström.
Alfie é uma criança normal que vive com Bertil, seu pai solteiro. Em seus primeiros anos ele teve um amigo imaginário chamado Malcolm (Mållgan em sueco; Moggie na versão para a TV inglesa) que apenas Alfie consegue ver. Depois ele ganha amigos de verdade, como Milla e Victor (Viktor). Ele também possui um gato doméstico chamado Puzzel (Pussel).
Alfie experimenta vários eventos diários comuns que todas as crianças reconhecem facilmente. Na sua ânsia de crescer e virar um garoto, Alfie compete com seu pai em quem consegue resolver os acontecimentos da melhor maneira.
O pai do Alfie é um homem gentil e positivo. Mulheres aparecem com menor frequência nas estórias. Ele tem uma tia chamada Fifi (Fiffi), e uma avó. Mas a mãe nunca é apresentada ou mencionada.
O primeiro livro com Alfie, Boa noite Alfie Atkins (em sueco:  Alfons Åberg)), foi lançado em 1972. Até 2018 foram lançados 24 livros da série, e outros sete livros para crianças menores. Os livros foram traduzidos pra 29 idiomas diferentes..
Todos foram escritos e ilustrados por Gunilla Bergström. Os livros são editador por Rabén & Sjögren and Julia MacRae Books. Após o sucesso dos livro, o personagem foi lançado em filmes e série de desenhos animados.
Alfie Atkins é conhecido como Alfons Åberg em sueco e dinamarques, Willi Wiberg em alemão, Albert Åberg em norueguês, Einar Áskell em islandês, Mikko Mallikas em finaldês, Ifan Bifan em galês, Eliyahu em hebraico, e Frančkov Fonzek em esloveno.